# ایدا لاولیس
آگوستا اِیدا کینگ، کنتس لاولِیس (به انگلیسی: Augusta Ada King, Countess of Lovelace) (۱۸۱۵-۱۸۵۲) متولد با نام آگوستا اِیدا بایرون (به انگلیسی: Augusta Ada Byron) ریاضی‌دان، نویسنده و نخستین برنامه نویس رایانه بود.
وی بیشتر برای همکاریش با چارلز ببیج در زمینه رایانه همه منظوره به نام «موتور تحلیلی» مشهور است. یادداشت‌های او دربارهٔ این ماشین شامل آنچه به عنوان نخستین الگوریتم شناخته می‌شوند است که قرار بود توسط یک ماشین استفاده شوند؛ به همین دلیل، او غالباً به عنوان نخستین برنامه‌نویس رایانه‌ای شناخته شده‌است.
لاولیس در ۱۰ دسامبر ۱۸۱۵ به عنوان تنها فرزند قانونی لرد جورج بایرون و اَن ایزابلا نوئل زاده شد. بقیه فرزندان لرد بایرون خارج از چهارچوب ازدواج و از زنان دیگر متولد شده بودند. بایرون یک ماه پس از تولد اِیدا از نوئل جدا شد و چهار ماه بعد برای همیشه انگلستان را ترک کرد و سرانجام به دلیل یک بیماری در جنگ استقلال یونان درگذشت. آن هنگام اِیدا هشت سال داشت. مادر اِیدا از لرد بایرون که به شعر علاقه‌مند بود کینه دار شد و علاقه اِیدا را به ریاضیات و منطق تشویق کرد و سعی کرد مانع پرورش آنچه او دیوانگی پدرش می‌پنداشت شود ولی علی‌رغم این موضوع اِیدا علاقه‌مند به شعر و شاعری به مانند پدرش باقی ماند.
اِیدا روش خود را «علوم شاعرانه» توصیف می‌کرد و خودش را به عنوان یک تحلیلگر و دانشمند علوم ماوراء طبیعی معرفی کرده بود. علاقه و استعداد او در ریاضیات باعث یک رابطهٔ کاری و دوستانه با چارلز ببیج، ریاضیدان بریتانیایی شد که عمدتاً در زمینهٔ طراحی‌های ببیج برای ماشین تحلیلی صرف شد. بین ۱۸۴۲ و ۱۸۴۳ اِیدا مقالهٔ مهندس ارتشی ایتالیایی، لوییجی منابریا را که در مورد این ماشین بود ترجمه کرد و به همراه یادداشت‌ها و افزوده‌های خود به نام «یادداشت‌ها» تکمیل کرد.
این یادداشت‌ها شامل آنچه یک عده به عنوان نخستین برنامه رایانه می‌شناسند بود که یک الگوریتم که برای پردازش توسط یک رایانه طراحی شده بود. یادداشت‌های اِیدا در تاریخ رایانه‌ها بسیار مهم است. وی ایده قابلیت استفاده رایانه‌ها را برای کارهایی غیر محاسبات را هم گسترش داد که ببیج هم در این مورد تأکید زیادی کرده‌است. طرز فکر اِیدا که به گفته خودش «علوم شاعرانه» بود باعث شد که او از خودش در مورد رایانه تحلیلی سؤال‌هایی بپرسد که قابلیت استفاده مشترک از رایانه‌ها را به چالش می‌کشید.

## زندگی

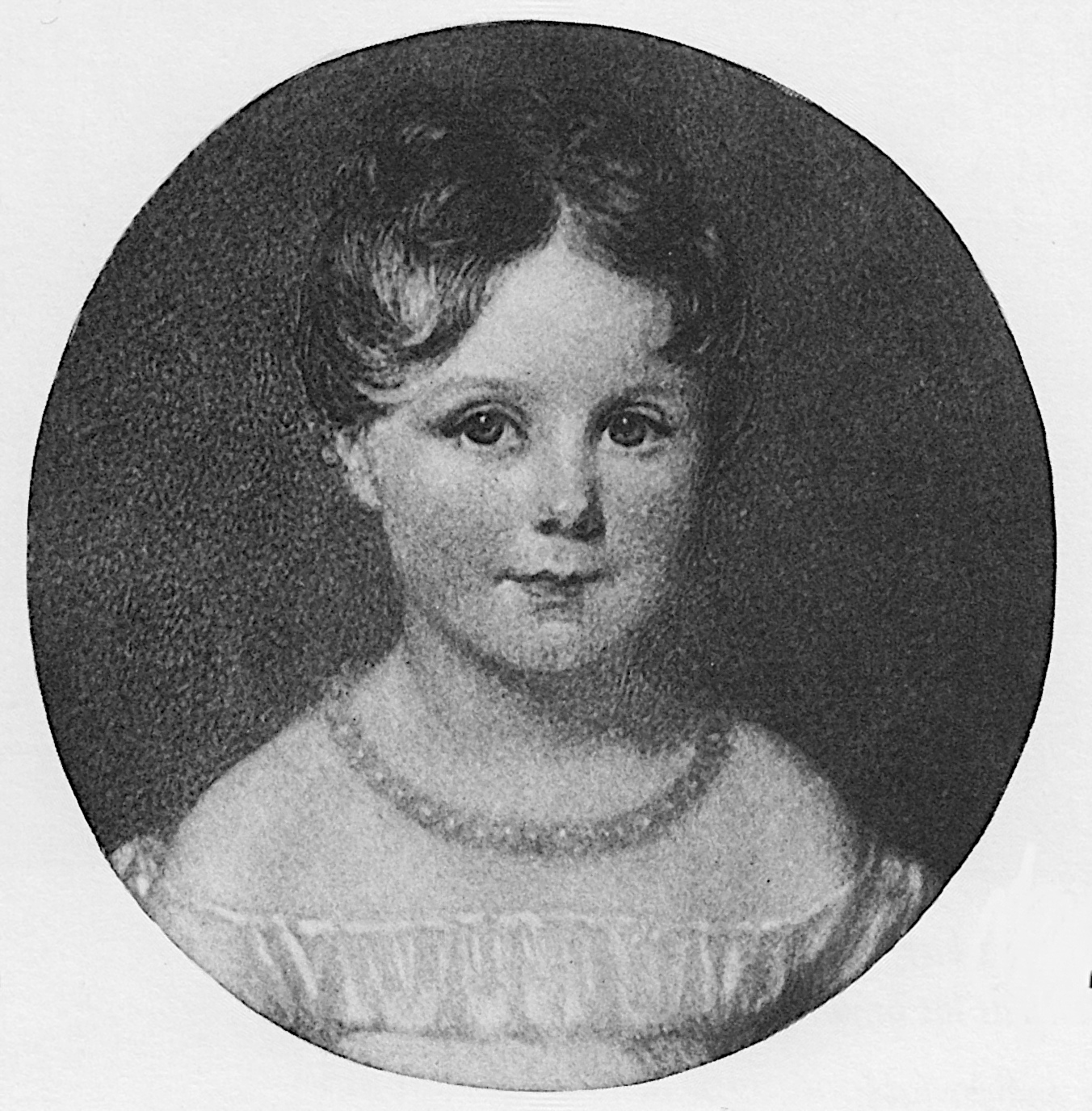
آدا بایرون، در چهار سالگی

آگوستا ایْدا (آدا) دختر لرد بایرونِ شاعر بود و در ۱۰ دسامبر ۱۸۱۵ در لندن انگلستان زاده شد. ایْدا از دوستان نزدیک و همکاران و مشوقان چارلز ببیج بود و چند برنامه برای ماشین تفاضلی و ماشین تحلیلی ببیج (صورتی از ماشین حساب) تهیه کرد.
وزارت دفاع آمریکا در سال ۱۹۷۹ به افتخار این دانشمند، نام وی را بر زبان برنامه‌نویسی ایدا (آدا) گذاشت. جامعه رایانه‌ بریتانیا نیز از سال ۱۹۹۸ جایزه‌ای با نام او به برگزیدگان این رشته اهدا می‌کند. همچنین در سال ۲۰۰۸ مسابقات سالانه‌ای برای زنان دانشجوی علوم رایانه با نام وی برگزار می‌شود.
فیلم Conceiving Ada و رمان The Difference Engine دربارهٔ آدا لاولیس ساخته و نوشته شده‌است.